# مایک استوکر
مایک استوکر (انگلیسی: Mike Stoker؛ زادهٔ ۲۵ ژوئن ۱۹۴۱) بازیگر، مهندس و مأمور آتش‌نشانی (با درجهٔ سروانی) اهل ایالات متحده آمریکا است. وی بین سال‌های ۱۹۷۲ تا ۱۹۷۸ میلادی فعالیت می‌کرد.
از فیلم‌ها یا برنامه‌های تلویزیونی که وی در آن نقش داشته است، می‌توان به وضعیت اضطراری! اشاره کرد.